# 2882 Tedesco
2882 Tedesco eller 1981 OG är en asteroid i huvudbältet som upptäcktes den 26 juli 1981 av den amerikanske astronomen Edward L.G. Bowell vid Anderson Mesa Station. Den är uppkallad efter den amerikanske astronomen Edward F. Tedesco.
Asteroiden har en diameter på ungefär 21 kilometer och den tillhör asteroidgruppen Themis.